# 樟脳寮駅
樟脳寮駅（しょうのうりょうえきえき）は、台湾嘉義県竹崎郷にある阿里山森林鉄路阿里山線の駅。

## 概要
標高は543メートル。当駅から本格的な登り勾配が始まる。
日本統治時代に当地に原生するクスノキから樟脳を採取するため製薬会社の寮が多数あったことが地名、駅名の由来とされており、現在も樹齢約100年の樟の群木が付近にある。開業時は蒸気機関車用に給水管が備えられていた。
X字形のスイッチバックを採用しており、下山列車は右側の水平側線で登山列車を待避し、左側側線で方向転換して嘉義方面に向かう。
当駅から独立山駅は200メートルの高低差を3連螺旋式のスパイラルループ線で越える珍しい構造で、両駅を結ぶ遊歩道でも独立山を3周する列車を眺めることができる。

## 駅構造
木造単式ホーム1面2線の地上駅。鉄筋コンクリート製の駅舎左手に待合室、中央に券売窓口、左手に駅事務所がある。

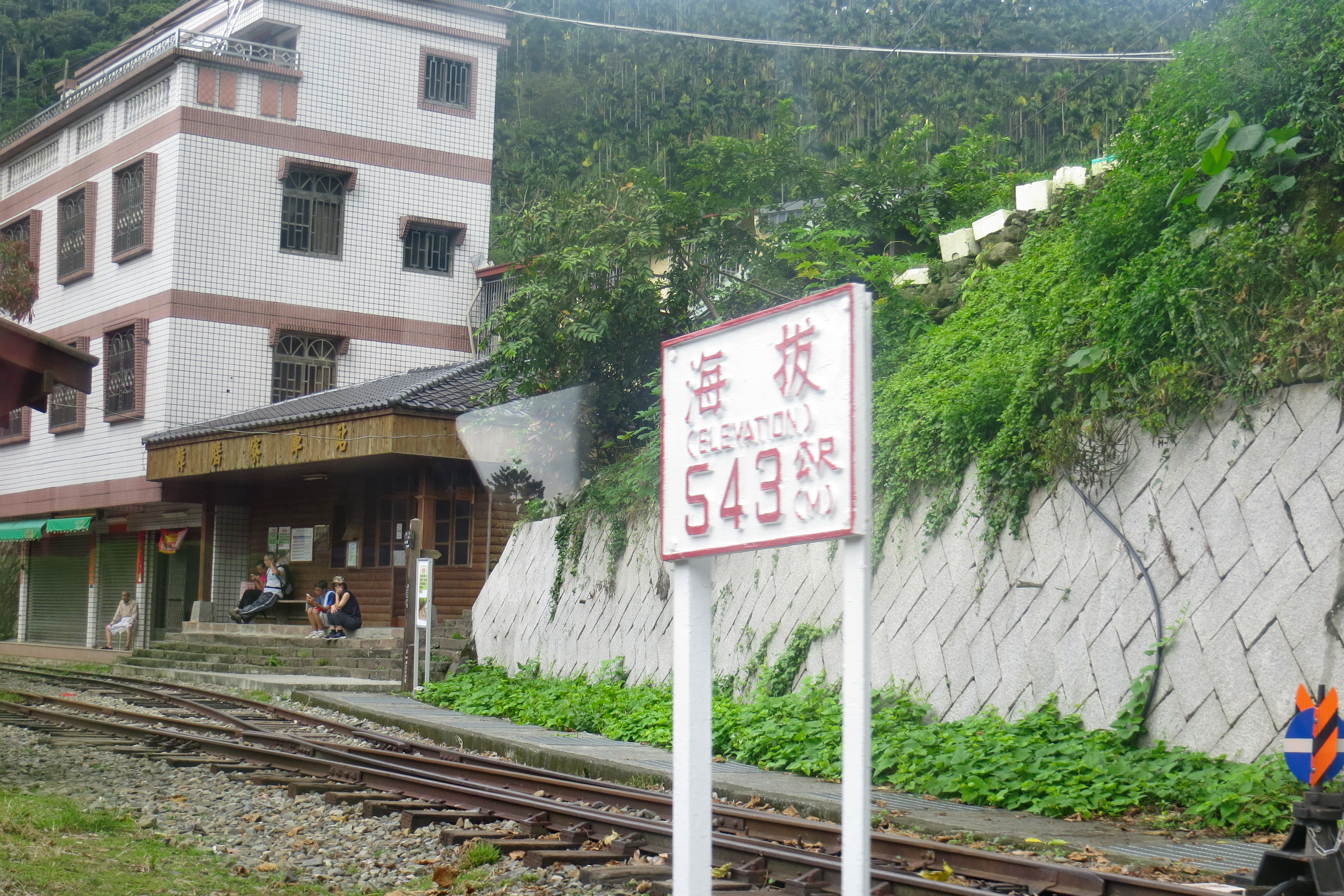
海抜高度標
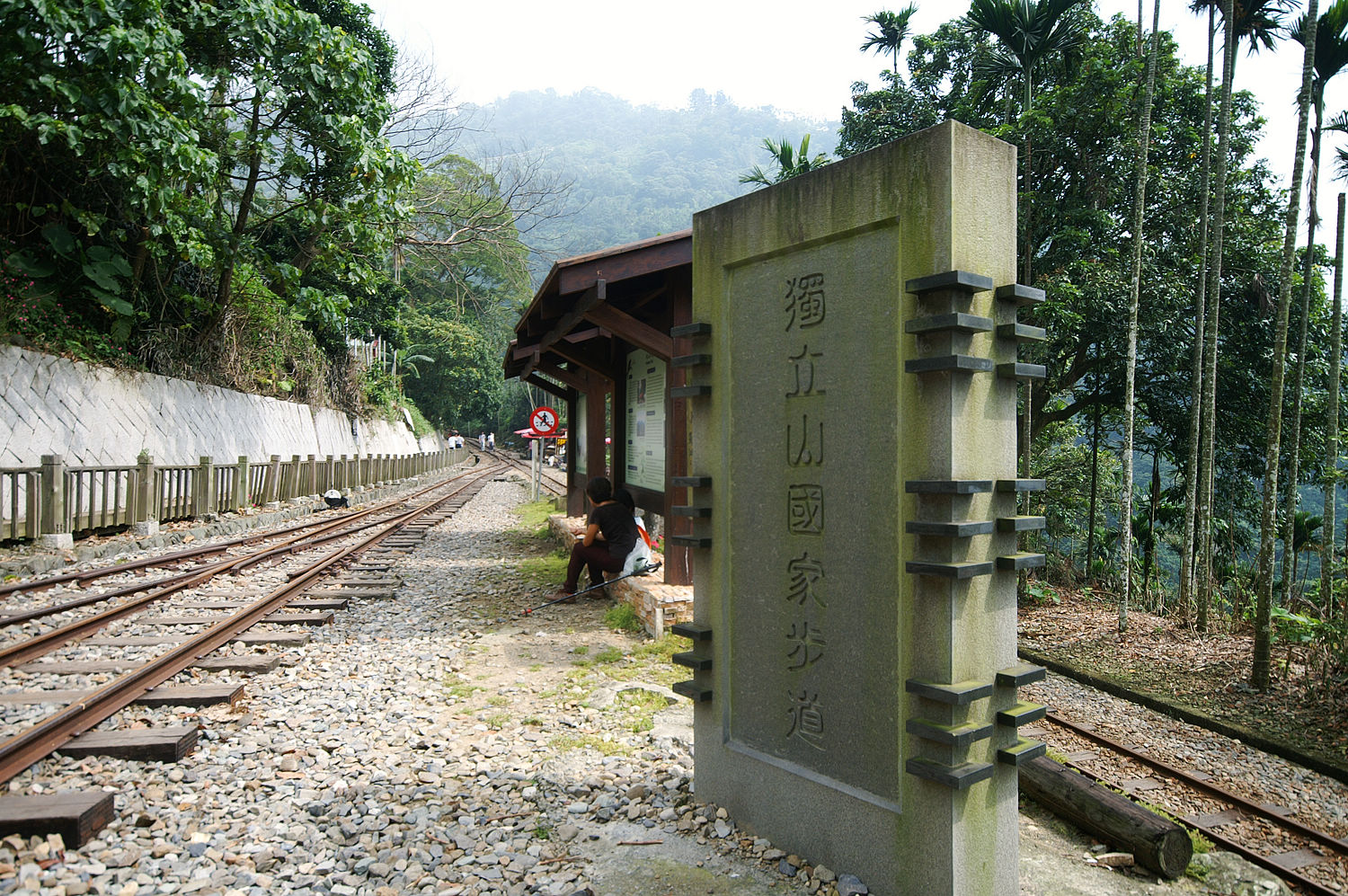
独立山遊歩道の案内石碑

## 利用状況
阿里山号のほか、休日運行の中興号が発着する。

## 駅周辺
小規模な集落と商店が駅前にある。バスは通っていないが、麓の松脚からは嘉義県公車処の7313・7321系統で嘉義市内へ抜けることができる。
- 独立山（中国語版）
- 独立山国家遊歩道
- 独立山古道

## 歴史
- 1912年 - 開業。

## 隣の駅
阿里山森林鉄路
■阿里山線（神木線）
木履寮駅 - 樟脳寮駅  - 独立山駅